# Total loss (Kayak)
Total loss was de zestiende single van de symfonische rockgroep Kayak.
De single komt niet voor op de oorspronkelijke uitgaven van elpees van Kayak. Het werd net als zijn B-kant What's done is done als bonustrack opgenomen op de cd-versie van Periscope life. Het lied gaat over het dubbelleven over een zogenaamd "nette man" die een kantoorbaantje heeft maar zich 's nacht helemaal laat gaan met roulette en daar uiteindelijk aan onderdoor lijkt te gaan. De single bleef steken in de tipparade van de Nederlandse Top 40.
Een speciale uitvoering van Total loss verscheen in 1981 onder de titel Monte Carlo Rally (Total Loss) als B-kant van een single. Dit was een promotiesingle voor het Nederlandse Opel Rally Team. De A-kant was Rally Monte Carlo van Earth & Fire, een versie van Weekend. Het nummer van Kayak is vrij onbekend; Weekend is "wereldberoemd" in Nederland.